# Bạc
Bạc hay ngân là một nguyên tố hóa học trong bảng tuần hoàn nguyên tố có ký hiệu Ag (từ tiếng Latin: Argentum) và số hiệu nguyên tử bằng 47. Là một kim loại chuyển tiếp màu trắng, mềm, nó có tính dẫn điện cao nhất trong bất kỳ nguyên tố nào và có độ dẫn nhiệt cao nhất trong tất cả kim loại. Kim loại bạc xuất hiện trong tự nhiên ở dạng nguyên chất, như bạc tự sinh, và ở dạng hợp kim với vàng và các kim loại khác, và ở trong các khoáng vật như argentit và chlorargyrit. Hầu hết bạc được sản xuất là một sản phẩm phụ của điều chế đồng, vàng, chì, và kẽm.
Bạc là kim loại rất quý có giá trị lâu dài, được sử dụng làm đồng tiền xu, đồ trang sức, chén đũa và các đồ dùng trong gia đình và như một khoản đầu tư ở dạng tiền xu và nén. Bạc còn là đơn vị tiền tệ trong xã hội phong kiến Á Đông gọi là ngân lượng hay lượng bạc. Kim loại bạc được dùng trong công nghiệp làm chất dẫn và tiếp xúc, trong gương và trong điện phân của các phản ứng hóa học. Các hợp chất của nó được dùng trong phim ảnh và bạc nitrat pha loãng được dùng làm chất tẩy khuẩn. Trong khi nhiều ứng dụng kháng sinh y học của bạc đã được thay thế bởi kháng sinh sinh học, nghiên cứu lâm sàng sâu hơn vẫn đang tiếp tục thực hiện.

## Thuộc tính
Bạc được tạo ra từ các nguyên tố nhẹ hơn trong vũ trụ qua quá trình r, một dạng của phản ứng phân hạch hạt nhân được cho là đã diễn ra trong những thời điểm nhất định của các vụ nổ big bang. Quá trình này tạo ra nhiều nguyên tố nặng hơn sắt, trong đó có bạc.
Bạc là kim loại mềm, dẻo, dễ uốn (cứng hơn vàng một chút), có hóa trị một, để đúc tiền, có màu trắng bóng ánh kim nếu bề mặt có độ đánh bóng cao. Bạc có độ dẫn điện tốt nhất trong các kim loại, cao hơn cả đồng, nhưng do giá thành cao nên nó không được sử dụng rộng rãi để làm dây dẫn điện như đồng. Một ngoại lệ là trong kỹ thuật tần số radio, đặc biệt ở dải VHF và cao hơn, bạc mạ được sử dụng để tăng tính dẫn điện của một số bộ phận như dây dẫn. Trong Chiến tranh thế giới thứ hai ở Hoa Kỳ, 13.540 tấn bạc được sử dụng trong điện từ dùng để làm giàu urani, chủ yếu là do thời chiến khan hiếm đồng.
Bạc nguyên chất có độ dẫn nhiệt cao nhất, màu trắng nhất, độ phản quang cao nhất (mặc dù nó là chất phản xạ tia cực tím rất kém), và điện trở thấp nhất trong các kim loại. Các muối halogen của bạc nhạy sáng và có hiệu ứng rõ nét khi bị chiếu sáng. Kim loại này ổn định trong không khí sạch và nước, nhưng bị mờ xỉn đi trong ôzôn, acid clohydric, hay không khí có chứa lưu huỳnh. Trạng thái oxy hóa ổn định nhất của bạc là +1 (chẳng hạn như nitrat bạc: AgNO3); ít gặp hơn là một số hợp chất trong đó nó có hóa trị +2 (chẳng hạn như fluoride bạc (II): AgF2) và +3 (chẳng hạn như tetrafluoroargentat kali: K[AgF4]).

## Phổ biến

Sản lượng bạc theo thời gian

Bạc được tìm thấy ở nhà duy khơi, liên kết với lưu huỳnh, asen, antimon, hay clo trong các loại khoáng chất như argentit (Ag2S) và bạc chloride (AgCl). Các nguồn cơ bản của bạc là các khoáng chất chứa đồng, đồng-niken, vàng, chì và chì-kẽm có ở Canada, México, Peru, Úc và Mỹ. Peru, Bolivia và México đã và đang khai thác bạc từ năm 1546, và vẫn là các nước sản xuất bạc lớn trên thế giới. Các mỏ bạc lớn như Cannington (Úc), Fresnillo (Mexico), San Cristobal (Bolivia), Antamina (Peru), Rudna (Ba Lan), và Penasquito (Mexico). Các dự án phát triển mỏ ngắn hạn đến năm 2015 là Pascua Lama (Chile), Navidad (Argentina), Jaunicipio (Mexico), Malku Khota (Bolivia), và Hackett River (Canada). Ở Trung Á, mỏ Tajikistan được biết là một trong những nơi có lượng bạc lớn nhất trên thế giới.
Bạc cũng được sản xuất trong quá trình làm tinh khiết đồng bằng điện phân. Các loại bạc trong thương mại có độ tinh khiết ít nhất 99,9% và cũng có khi cao hơn 99,999%. Mexico là nước sản xuất nhiều bạc nhất. Theo số liệu của Bộ Kinh tế Mexico, năm 2000 nước này sản xuất 2.747 tấn, khoảng 15% của sản lượng thế giới hàng năm. Năm 2011, Mexico là nước sản xuất bạc lớn nhất (4.500 tấn chiếm 19% sản lượng thế giớil), theo sau là Peru (4.000 t) và Trung Quốc (4.000 t)

## Đồng vị
Bạc trong tự nhiên là hỗn hợp của hai đồng vị ổn định Ag107 và Ag109 với Ag107 là phổ biến nhất (51,839%). Các đồng vị của bạc hầu hết có sự phong phú như nhau, là một điều rất hiếm đối với các nguyên tố trong bảng tuần hoàn. Khối lượng nguyên tử của bạc là 107,8682(2) g/mol. 28 đồng vị phóng xạ đã được tìm thấy với đồng vị ổn định nhất là Ag109 với chu kỳ bán rã 41,29 ngày, Ag111 với chu kỳ bán rã 7,45 ngày, và Ag112 với chu kỳ bán rã 3,13 giờ. Mọi đồng vị phóng xạ còn lại có chu kỳ bán rã không quá 1 giờ và thông thường là dưới 3 phút. Nguyên tố này cũng có một loạt các trạng thái đồng phân của nguyên tử với ổn định nhất là Agm-128 (t* 418 năm), Agm-110 (t* 249,79 ngày) và Agm-107 (t* 8,28 ngày).
Các đồng vị của bạc nằm trong khoảng khối lượng nguyên tử từ 93,943 amu Ag94 tới 126,936 amu Ag124. Chế độ phân rã cơ bản trước khi có đồng vị ổn định nhất, Ag107, là chiếm giữ điện tử và chế độ cơ bản sau đó là bức xạ beta. Các sản phẩm cơ bản của phân rã trước Ag107 là các đồng vị của palađi (số 46) và sản phẩm cơ bản của phân rã sau là các đồng vị của cadmi (số 48).
Đồng vị palađi Pd109 phân rã bằng bức xạ beta thành Ag107 với chu kỳ bán rã 6,5 triệu năm. Các thiên thạch chứa sắt là các vật thể duy nhất với tỷ lệ Pd/Ag đủ cao để tính toán các tham số có thể đo được trong tính sự phổ biến của Ag107. Ag107 do phóng xạ sinh ra lần đầu tiên được phát hiện ở thiên thạch ở Santa Clara năm 1978. Những người phát hiện cho rằng sự hợp nhất và phân biệt của lõi sắt của các tiểu hành tinh có thể diễn ra 10 triệu năm sau các kết quả tổng hợp hạt nhân. Các tương quan Pd107 trên Ag được quan sát trong các thiên thể, mà nó đã bị nung chảy rõ ràng kể từ sự lớn dần lên của hệ Mặt Trời, phải phản ánh sự hiện diện của các hạt nhân có chu kỳ sống ngắn trong thời kỳ đầu của hệ Mặt Trời.

## Hợp chất
Kim loại bạc dễ dàng hòa tan trong acid nitric (HNO
3) tạo ra bạc nitrat (AgNO
3), một chất rắn kết tinh trong suốt nhạy sáng và dễ hòa tan trong nước. Bạc nitrat được dùng làm chất khởi đầu trong việc tổng hợp các hợp chất bạc khác như khử trùng, và tạo màu vàng cho thủy tinh của kính màu. Kim loại bạc không phản ứng với acid sulfuric, nên acid này được dùng trong làm đồ trang sức để làm sạch và loại bỏ đồng oxide từ các vòng bằng bạc sau khi hàn bạc hoặc ủ. Bạc dễ dàng phản ứng với lưu huỳnh hoặc hydro sulfide H
2S tạo ra bạc sulfide, một hợp chất màu tối tương tự như xỉn của các đồng xu bạc và các vật liệu bằng bạc khác. Bạc sulfide Ag
2S cũng tạo ra râu bạc khi công-tắc điện bằng bạc được sử dụng trong không khí giàu hydro sulfide.
4Ag + O2 + 2H2S → 2Ag2S + 2H2O
Bạc chloride (AgCl) được kết tủa từ các dung dịch bạc nitrat với sự có mặt của các ion chloride, và các muối bạc halide khác được dùng trong sản xuất nhũ tương phim cũng làm bằng cách tương tự, dùng các muối bromide hoặc iodide. Bạc chloride được dùng làm điện cực thủy tinh trong thử nghiệm pH và đo potentiometric, và làm xi-măng không màu cho thủy tinh. Bạc iodide từng được dùng trong việc gây mưa nhân tạo. Các bạc halide không có tính hòa tan trong các dung dịch gốc nước và được dùng trong các phương pháp phân tích trọng lực.
Bạc oxit (Ag
2O) được tạo ra khi các dung dịch bạc nitrat cho phản ứng với base, nó được dùng làm điện cực dương (anode) trong pin đồng hồ. Bạc cacbonat (Ag
2CO
3) được kết tủa khi cho bạc nitrat phản ứng với natri cacbonat (Na
2CO
3).
2 AgNO3 + 2 OH− → Ag2O + H2O + 2 NO3−
2 AgNO3 + Na2CO3 → Ag2CO3 + 2 NaNO3
Bạc fulminat (AgONC), một chất nổ rất mạnh khi chạm vào được dùng trong kíp nổ được tạo ra bằng phản ứng giữa bạc kim loại với acid nitric với xúc tác etanol (C
2H
5OH). Các hợp chất nổ bằng bạc nguy hiểm khác như bạc azua (AgN
3), được tạo ra bằng phản ứng giữa bạc nitrat với natri azua (NaN
3), và bạc acetylide, được tạo ra khi bạc phản ứng với khí acetylen.
Latent image được tạo ra khi các tinh thể bạc halide được phát triển bằng các cho phản ứng với các dung dịch kiềm làm tác nhân oxy hóa như hydroquinone, metol (4-(methylamino)phenol sulfat) hoặc vitamin C, làm oxy hóa halide thành kim loại bạc. Các dung dịch kiềm của bạc nitrat có thể bị khử thành bạc kim loại bằng các loại đường khử như glucose, và phản ứng này được dùng trong tráng gương bạc và kính trang trí giáng sinh. Các loại bạc halide hòa tan trong các dung dịch natri thiosulfat (Na
2S
2O
3) loại này được dùng làm tác nhân cố định ảnh, để loại bỏ lượng bạc halide thừa trong nhũ tương ảnh sau khi rửa phim.
Kim loại bạc bị oxy hóa mạnh bởi các chất oxy hóa như kali permanganat (KMnO
4) và kali dichromat (K
2Cr
2O
7), và có mặt của kali bromide (KBr); các hợp chất này được sử dụng trong nhiếp ảnh để tẩy các hình ảnh gây ra bởi bạc, chuyển chúng thành bạc halide mà có thể được cố định bằng thiosulfat hoặc tái phát triển để tăng cường ảnh gốc. Bạc hình thành các dạng phức cyanide (bạc xyanua) là dạng hòa tan trong nước với sự có mặt của các ion cyanide dư. Các dung dịch bạc cyanide được dùng trong mạ điện bạc.
Mặc dù bạc thường có trạng thái oxy hóa +1 trong các hợp chất, các trạng thái oxy hóa khác cũng được biết đến như +3 trong AgF3, được tạo ra bằng phản ứng của bạc nguyên tố hoặc bạc fluoride với krypton difluoride.

## Ứng dụng

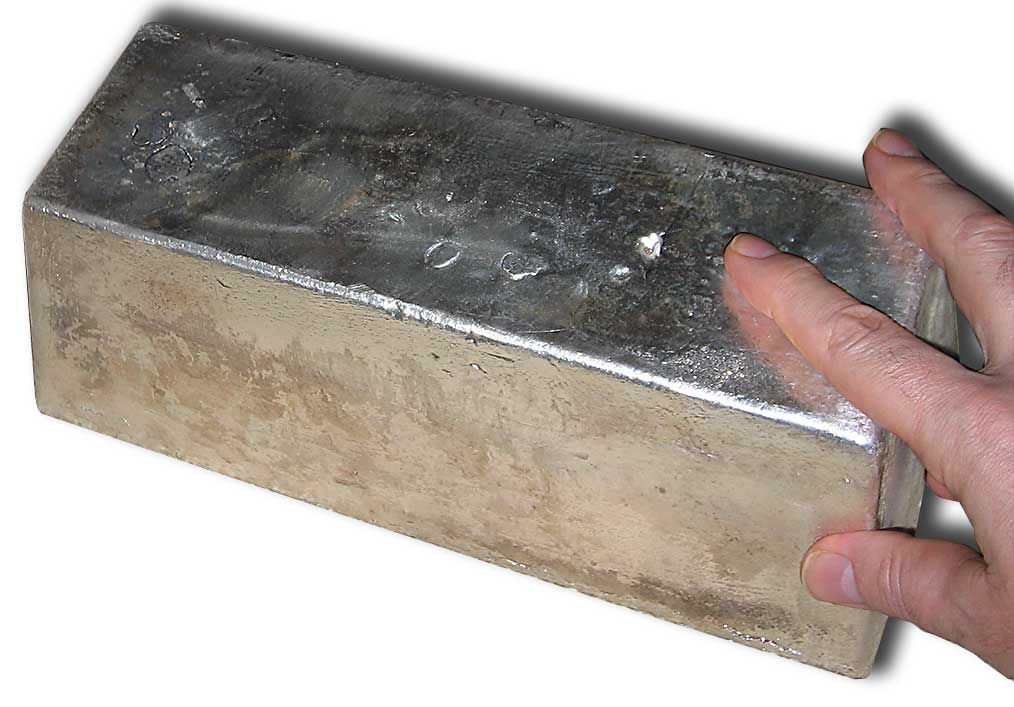
Một thỏi bạc

Ứng dụng cơ bản nhất của bạc là như một kim loại quý và các muối halôgen. Đặc biệt bạc nitrat được sử dụng rộng rãi trong phim ảnh (đây là ứng dụng nhiều nhất của bạc). Các ứng dụng khác còn có:
- Các sản phẩm điện và điện tử, trong đó cần có tính dẫn điện cao của bạc, thậm chí ngay cả khi bị xỉn. Ví dụ, các bảng mạch in được làm từ sơn bạc, bàn phím máy tính sử dụng các tiếp điểm bằng bạc. Bạc cũng được sử dụng trong các tiếp điểm điện cao áp vì nó là kim loại duy nhất không đánh hồ quang ngang qua các tiếp điểm, vì thế nó rất an toàn.
- Các loại gương cần tính phản xạ cao của bạc đối với ánh sáng được làm từ bạc như là vật liệu phản xạ ánh sáng. Các loại gương phổ biến có mặt sau được mạ nhôm.
- Bạc được sử dụng để đúc tiền từ năm 700 TCN bởi người Lydia, trong dạng hợp kim của vàng và bạc. Muộn hơn, bạc được làm tinh khiết và đúc tiền trong dạng nguyên chất. Các từ "bạc" và "tiền" là có cùng ý nghĩa trong ít nhất 14 ngôn ngữ.
- Kim loại này được chọn vì vẻ đẹp của nó trong sản xuất đồ trang sức và đồ bạc, thông thường làm từ hợp kim của bạc được xem như là bạc đủ tuổi, chứa 92,5% bạc.
- Dễ uốn, không độc và vẻ đẹp của bạc làm cho nó có lợi trong nha khoa để làm răng giả.
- Thuộc tính xúc tác của bạc làm cho nó thành lý tưởng để sử dụng như một chất xúc tác trong các phản ứng oxy hóa - khử; ví dụ, việc sản xuất fomanđêhít từ mêtanol và không khí bằng các tấm lọc bằng bạc hay các chất kết tinh chứa tối thiểu 99,95% bạc theo trọng lượng.
- Bạc được sử dụng để làm que hàn, công tắc điện và các loại pin dung tích lớn như pin bạc-kẽm hay bạc-cadmi.
- Sulfide bạc, còn được biết đến như bạc Whiskers, được tạo thành khi các tiếp điểm điện bằng bạc được sử dụng trong khí quyển giàu sulfide hiđrô.
- Fulminat bạc là một chất nổ mạnh.
- Chloride bạc có tính trong suốt và được sử dụng như chất kết dính cho các loại kính.
- Bạc iodide được sử dụng nhằm tụ mây để tạo mưa nhân tạo.
- Trong truyền thuyết, bạc thông thường được coi là có hại cho các loài vật siêu nhiên như người sói và ma cà rồng. Việc sử dụng bạc trong các viên đạn cho súng là các ứng dụng phổ biến.
- Oxide bạc được sử dụng làm cực dương (anos) trong các pin đồng hồ.
- Bạc được dùng làm chất khử trùng nước. Chỉ cần 10 ppb thì đủ để khử trùng. Ứng dụng này đã được biết từ thời cổ đại, và có thể giải thích tại sao người ta thường thấy nhiều đồng bạc ở dưới các giếng nước.[20]

## Lịch sử

Ký hiệu giả kim thuật của bạc giống hình Mặt Trăng

Ký hiệu của bạc là Ag có nguồn gốc từ chữ Argentum trong tiếng Latinh. Bạc đã được biết đến từ thời tiền sử, nó được nhắc tới trong Sáng thế ký (quyển đầu của Cựu Ước), các đống xỉ chứa bạc đã được tìm thấy ở Tiểu Á và trên các đảo thuộc biển Aegean chứng minh rằng bạc đã được tách ra khỏi chì từ thiên niên kỷ thứ 4 TCN. Bạc được sử dụng trong hàng nghìn năm để trang trí và như đồ dùng gia đình, để buôn bán và làm cơ sở cho nhiều hệ thống tiền tệ. Trong một thời gian dài nó được coi là kim loại quý thứ hai sau vàng.
Sự ổn định của tiền La Mã dựa vào một mức độ cao của việc cung cấp các thỏi bạc, mà các thợ mỏ La Mã sản xuất ra trên quy mô chưa từng có trước khi phát hiện ra Tân Thế giới. Lúc đỉnh đạt 200 tấn/năm, ước tính khoảng 10.000 t được xoay vòng trong nền kinh tế La Mã vào giữa thế kỷ II, lớn hơn 5 đến 10 lần tổng lượng bạc có được vào thời Trung cổ châu Âu và Caliphate vào khoảng năm 800. Các mỏ được khai thác từ thời Laureion năm 483 TCN.
Trong mối liên quan với Mặt Trăng cũng như với đại dương và các nữ thần Mặt Trăng, kim loại này đã được các nhà giả kim thuật nhắc đến với tên Luna. Một trong những ký hiệu của giả kim thuật để chỉ bạc là trăng lưỡi liềm với phần lưỡi về phía bên trái. Thủy ngân đã từng được cho là một loại hình của bạc, mặc dù hai nguyên tố này là không có liên quan gì xét theo phương diện hóa học; tên gọi của nó hydrargyrum ("bạc lỏng") và từ tiếng Anh quicksilver chứng thực điều đó. Trong phù hiệu học, màu bạc (argent hay silver), cũng có thể là màu trắng. Rio de la Plata đã được đặt tên theo bạc (trong tiếng Tây Ban Nha là plata), và nó đã được vay mượn ý nghĩa để chỉ tên của Argentina. Khác với nhiều nguyên tố khác được đặt tên theo một địa danh (nơi được khám phá hay là quê hương của người khám phá), bạc là nguyên tố duy nhất có một quốc gia được đặt theo tên nó.
Người châu Âu đã tìm thấy rất nhiều bạc ở Tân Thế giới ở Zacatecas và Potosí, nó đã tạo ra một thời kỳ lạm phát ở châu Âu. Ở châu Mỹ, công nghệ bạc-chì nhiệt độ cao đã được phát triển trong các nền văn minh tiền Inca vào khoảng năm 60–120.

## Giá

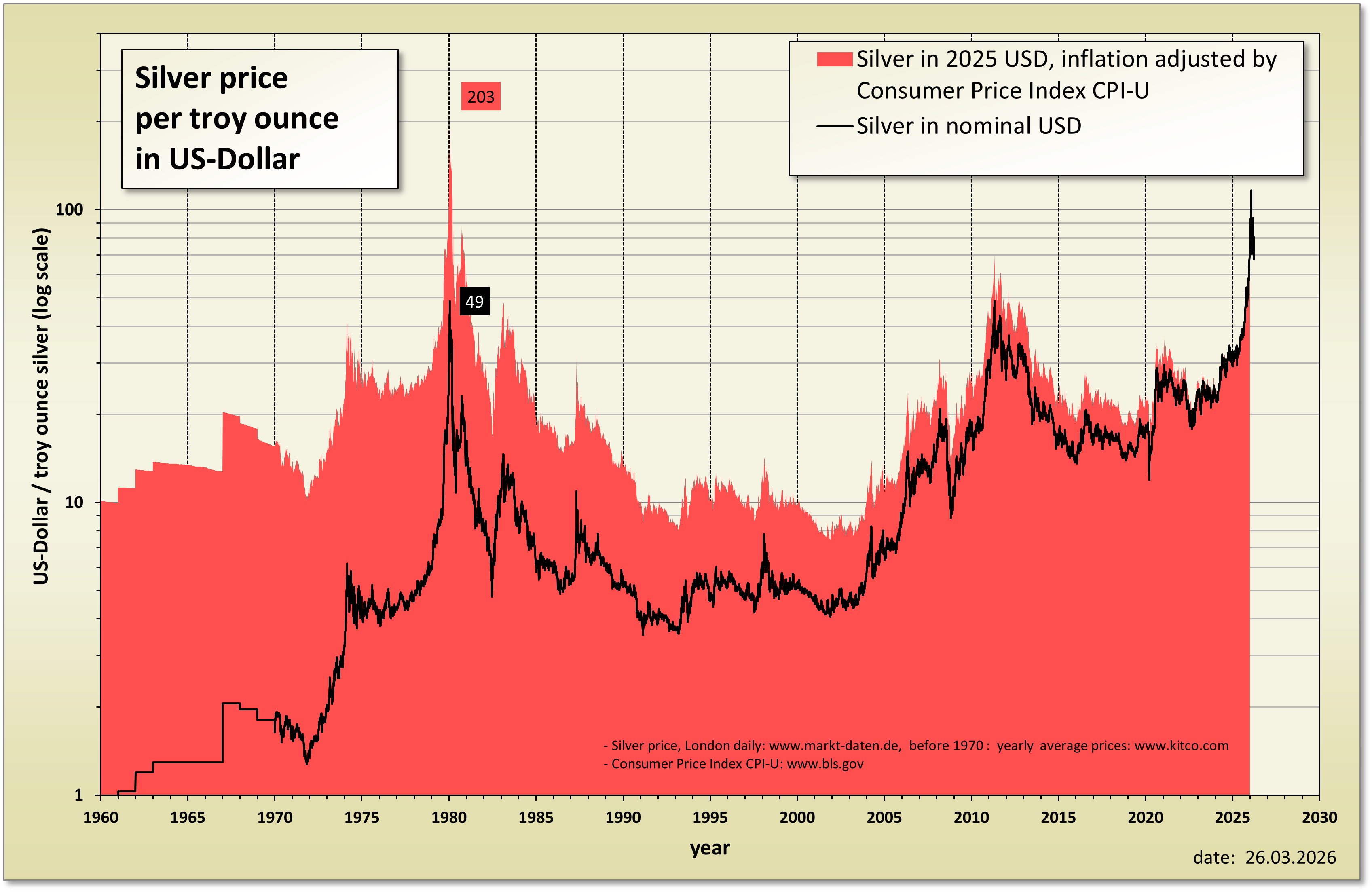
Lịch sử giá bạc giai đoạn 1960–2011

Đến 26 tháng 8 năm 2013, giá bạc là 773 USD/kg (24,04 USD/ounce) tương đương khoảng 1/58 giá vàng. Giá các thỏi bạc cao hơn bạc lá, với số tiền đổi tăng khai nhu cầu cao và thị trường địa phương khan hiếm.
Năm 1980, giá bạc tăng đến đỉnh trong thời kỳ hiện đại là 49,45USD per  ounce (ozt) do lũng đoạn thị trường của Nelson Bunker Hunt và Herbert Hunt. Điều chỉnh lạm phát theo năm 2012, giá này tương đương 138 USD/ounce. Đôi lúc sau ngày thứ bảy Bạc, giá giảm xuống còn 10USD/ozt. Từ 2001 đến 2010, giá tăng từ 4,37 pound lên 20,19 pound (trung bình London US$/oz). Theo Viện nghiên cứu bạc, sự gia tăng gần đây do bắt nguồn rất nhiều từ sự gia tăng lợi ích nhà đầu tư và sự gia tăng nhu cầu chế tạo. Vào cuối tháng 4 năm 2011, bạc tăng lên mức $49.76/ozt.
Thời kỳ trước đây, bạc có giá cao hơn nhiều. Vào đầu thế kỷ XV, giá bạc ước khoảng hơn $1.200 một ounce, theo giá đô la năm 2011. Việc phát hiện ra nhiều mỏ bạc trong Tân Thế giới trong các thế kỷ sau đó đã làm cho giá bạc giảm xuống nhiều.
Giá bạc quan trọng trong luật Do thái. Giá này được cố định ở 0,025 gam (0,00088 oz) đối với bạc nguyên chất, không tinh chế ở giá thị trường. Trong truyền thống Do Thái, vẫn tiếp tục ngày hôm nay, vào ngày sinh nhật đầu tiên của con trai đầu lòng, cha mẹ phải trả năm đồng tiền bạc ròng cho Kohen (linh mục). Ngày nay cơ quan đúc tiền Israel cố định các đồng tiền ở mức 117 gam (4,1 oz) bạc. Kohen sẽ trả lại lượng tiền bạc này như một món quà cho đứa bé.

## Ứng dụng trong y học
Trong y học, bạc được đưa vào băng vết thương và được sử dụng như một lớp phủ kháng sinh trong các thiết bị y tế. Vết thương băng chứa bạc sulfadiazine hoặc bạc vật liệu nano được sử dụng để điều trị nhiễm trùng bên ngoài. Bạc cũng được sử dụng trong một số ứng dụng y tế, chẳng hạn như ống thông niệu (nếu có bằng chứng dự kiến cho thấy nó làm giảm ống thông liên quan đến nhiễm trùng đường tiết niệu) và trong ống thở nội khí quản (nếu có bằng chứng cho thấy nó giảm liên quan máy thở viêm phổi). [56] [57] các bạc ion (Ag +) Là hoạt tính sinh học và đủ nồng độ có thể giết chết vi khuẩn trong ống nghiệm . Bạc và bạc hạt nano được sử dụng như một kháng sinh trong một loạt các công nghiệp, y tế, và các ứng dụng.